# Carl Hermann (Physiker)
Carl Hermann (* 17. Juni 1898 in Lehe (Bremerhaven); † 12. September 1961 in Marburg) war ein deutscher Physiker und Professor für Kristallographie.

## Leben
Carl Hermann entstammte einer Pfarrerfamilie, die bis in die Reformationszeit zurückreicht. Während seines Studiums wurde er geprägt durch den Physiker Max Born, bei dem er 1923 in Göttingen promovierte, sowie durch seinen Studienkontakt mit Werner Heisenberg.
Danach folgten seine Assistentenjahre bei P. P. Ewald in Stuttgart von 1925 bis 1935, wo er die Laue'sche Entdeckung der Röntgenstrahl-Interferenzen bei Kristallen kennenlernte. 1931 habilitierte er in Stuttgart und dort entwickelte er auch mit C. Mauguin die Hermann-Mauguin-Symbole zur Beschreibung der 32 Kristallklassen und 230 Raumgruppen, die heute in der Kristallographie und angrenzenden Wissenschaften weltweit Verwendung finden. Mit Paul Peter Ewald verfasste er den „Strukturbericht“, der sich zu einem Nachschlagewerk aller erforschten Strukturen entwickelt hat.
1929 zählte er als Erster die zweiseitigen Flächenornamente auf (etwa gleichzeitig auch von Leonhard Weber und Heinrich Heesch behandelt).
Mit der Etablierung der NSDAP musste er die Hochschule verlassen, da er eine politische Betätigung in ihrem Sinne verweigerte und auch kein entsprechendes Bekenntnis ablegte. Hermann ging zur IG-Farbenindustrie in Ludwigshafen am Rhein, wo er mit Brill, Grimm und Peters eine Veröffentlichungsreihe über den Feinbau kristalliner Materie herausgab, die verschiedene Arten und Möglichkeiten chemischer Bindung enthält. Hier wurden er und seine Frau Eva Hermann später verhaftet und zu einer langjährigen Freiheitsstrafe verurteilt, da sie zahllose jüdische Mitbürger vor der Deportation schützten, indem sie ihnen zur Flucht verhalfen. Nur seine Bekanntheit als Wissenschaftler und die Intervention seiner Freunde bewahrten sie vor der Verurteilung zum Tod.
Mit dem Kriegsende erfolgte seine Befreiung und Rehabilitierung. Für kurze Zeit wirkte er als Dozent an der TH Darmstadt und wurde 1947 an die Philipps-Universität in Marburg auf den neuen Lehrstuhl für Kristallographie berufen. Dort leitete er weitere Untersuchungsreihen und beschrieb auch Symmetrie-Möglichkeiten in Räumen aller Dimensionen.
Die Deutsche Gesellschaft für Kristallographie verleiht als höchste Auszeichnung die Carl-Hermann-Medaille.
Am 19. Januar 1976 wurde Hermann postum als Gerechter unter den Völkern ausgezeichnet, gleichzeitig seine Frau noch zu Lebzeiten.